# Сан-Моралес
Сан-Моралес (ісп. San Morales) — муніципалітет в Іспанії, у складі автономної спільноти Кастилія-і-Леон, у провінції Саламанка. Населення — 280 осіб (2010).
Муніципалітет розташований на відстані близько 160 км на північний захід від Мадрида, 14 км на схід від Саламанки.
На території муніципалітету розташовані такі населені пункти: (дані про населення за 2010 рік)
- Асенья-де-ла-Фуенте: 7 осіб
- Сан-Моралес: 273 особи

## Демографія
Динаміка населення (INE ):

## Зовнішні посилання
- Провінційна рада Саламанки: індекс муніципалітетів
- Посилання на Google Maps